# Белланж (Мозель)
Белла́нж (фр. Bellange) — коммуна на северо-востоке Франции, регион Гранд-Эст (бывший Эльзас — Шампань — Арденны — Лотарингия), департамент Мозель. Относится к  кантону Шато-Сален.

## Географическое положение
Белланж расположен в 38 км к юго-востоку от Меца. Соседние коммуны: Ашен и Моранж на северо-востоке, Певанж на востоке, Риш на юго-востоке, Дален и Ваннкур на юго-западе, Шато-Бреэн и Бреэн на западе, Виллер-сюр-Нье и Мартий на северо-западе.

## История
- В 1274 году деревня носила название Биланж (Bilange).
- Беланж был одним из важных центров тамплиеров, где они находились под защитой герцогов Лотарингии. Тамплиеры соорудили здесь церковь в романском стиле.
- До XVI века коммуна относилась к аббатству де Нёмюнстер, затем принадлежала графам Нассау и к XVII веку перешла коллегии Сент-Этьен-де-Вик.
- В XIX веке наблюдалось постепенное угасание коммуны.

## Демография
По переписи 2007 года в коммуне проживало 55 человек.

## Достопримечательности
- Следы древнеримского тракта и галло-романской культуры.
- Бывший дом тамплиеров.
- Церковь Сен-Марсель, 1753 года.